# KFUM Sverige

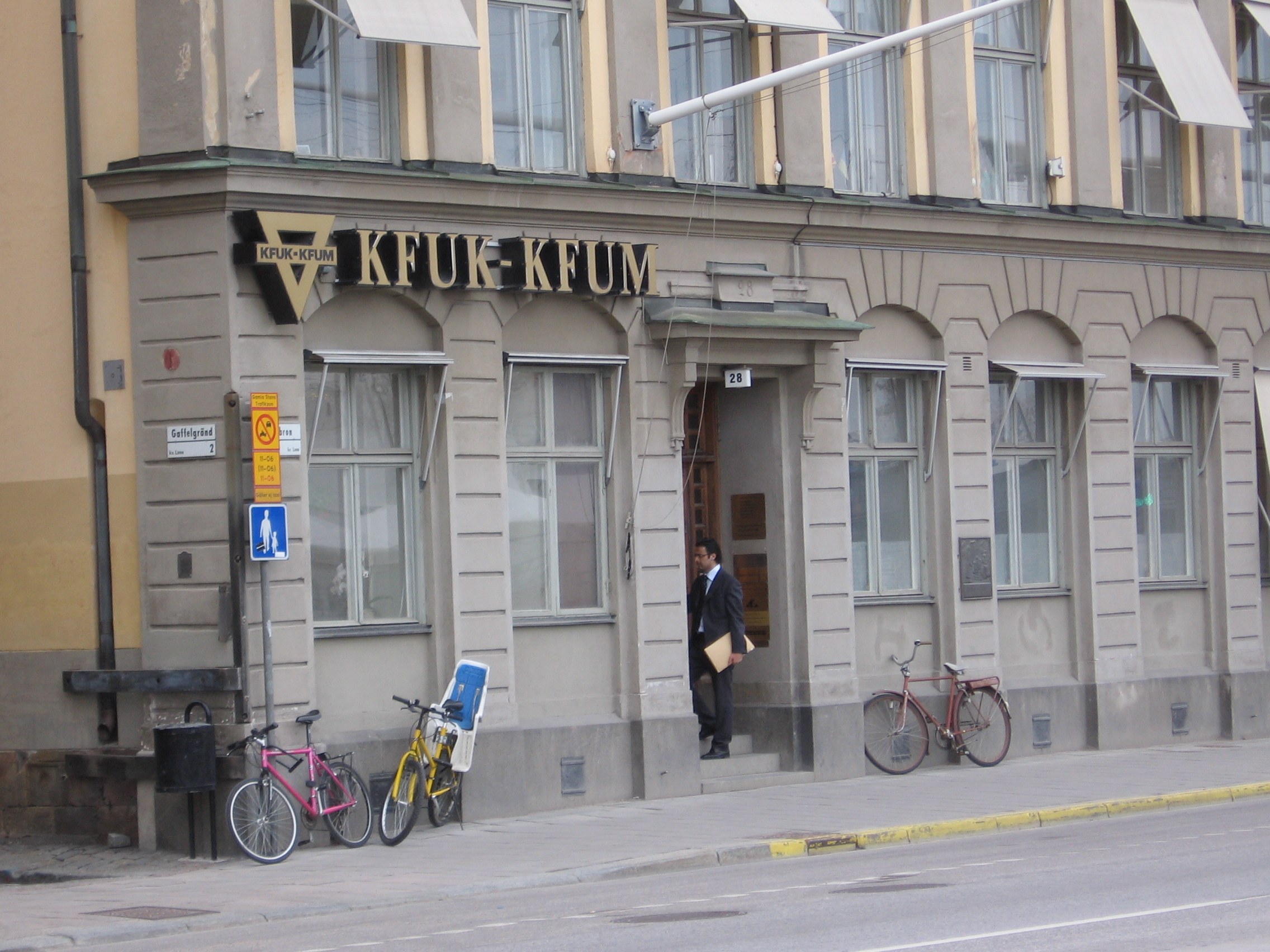
KFUK-KFUM:s fastighet på Skeppsbron 28 i Stockholm

KFUM Sverige eller Kristliga föreningen av unga människor (KFUM), är en av Sveriges största och äldsta ungdomsorganisationer med rötter i den svenska väckelserörelsen under 1800-talet och med internationell anslutning till the World YWCA och the Alliance of YMCA (KFUK-KFUM).
Rörelsen är ekumeniskt kristen, men har aldrig avkrävt konfession av sina deltagare eller ledare. Vartannat år hålls ett riksombudsmöte (ROM), som är högsta beslutande organ nationellt. KFUK-KFUM:s styrka framhålls som öppen och med helhetsyn på människan som symboliseras av en röd triangel i rörelsens emblem. Rörelsen har haft många rika och mäktiga medlemmar från både kungahus och näringsliv som påverkat kulturen inom rörelsen och givit den soliditet.
KFUM är en del av YMCA-YWCA som är världens största och äldsta ungdoms- och kvinnorättsorganisation. YMCA-YWCA finns i sammanlagt 130 länder och engagerar 70 miljoner människor. I Sverige finns 150 KFUM-föreningar som gemensamt samlar över 45 000 medlemmar runt om i landet.
Bland första organisationer i Sverige upptog KFUK-KFUM och spred tidigt scouting, basket och volleyboll och organisationen har idag många lag, speciellt i ungdomsserierna. Exempelvis KFUM 08 Stockholm vann SM-guld 2010 i basketdamligan. KFUM Örebro/Örebro volley har tio dam-SM-guld i volleybollens Elitserie. KFUK-KFUM:s scoutförbund är Sveriges tredje största scoutorganisation.
Körverksamheten i Sverige är inriktad mot vuxna.
KFUK-KFUM Sverige har varit aktivt i kampanjen Världens barn under 2000-talet. Ett stort och genomgripande arbete med utbildning har genomförts sedan 2005. Målet är att alla föreningar och kårer ska informeras och utbildas inom KFUK-KFUM Sverige i kunskap, ledarskap och personlig utveckling.
KFUM Sverige har sedan 2017 arbetat utifrån tre fokusområden: Inkludering, jämställdhet, ungas identitet & makt.
KFUM:s styrka framhålls som en välkomnande organisation och med helhetsyn på människan (Body, Mind, Spirit) som symboliseras av en röd triangel i rörelsens emblem.
- Body − står för människans behov av en sund kropp. Med en hälsosam livsstil, fri från droger, ökar förutsättningarna för ett gott liv.
- Mind − symboliserar människans behov av att bredda och utöka sina kunskaper och färdigheter, stärka självförtroendet och viljan att använda sina förmågor till att nå sina mål.
- Spirit − står för människans behov av att hantera existentiella frågor som tro, moral och etik.

## Historik
KFUM Sverige bildades 1966, då man slog samman KFUM Sverige och KFUK Sverige. Den första KFUM-föreningen i Sverige bildades redan 1884.
KFUM Sverige hette fram till 2007 KFUK-KFUM:s riksförbund. Organisationen beslöt vid sitt riksombudsmöte 2011 att i kalla sig KFUM med betydelsen "Kristliga föreningen av unga människor". Riksombudsmötet (ROM) är högsta beslutande organ nationellt.

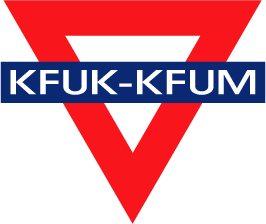
En gammal logotyp för KFUK-KFUM

Historiskt var rörelsen en drivande kraft ekumeniskt och drev bland annat fram andakterna i radio och bildandet av Sveriges kristna råd. 
Rörelsen i Sverige hade fyra specialförbund som anslöt föreningar, avdelningar, lag, klubbar och kårer med olika inriktning. De fyra specialförbunden var sångarförbundet, idrottsförbundet, triangelförbundet och KFUK-KFUM:s scoutförbund. Triangelförbundet organiserade bland annat lägergårdar (till exempel Norrbyskär utanför Umeå och Sparreviken på Västkusten) och fritidsgårdar (till exempel Fryshuset i Stockholm). Nu för tiden finns inte längre specialförbunden utan alla samlas i KFUM Sverige.

## Ordförande
- 2011: Anna Magnusson
- 2021–2023: Emma Hundertmark